# Томашівка (Роменський район)
Томаші́вка — село в Україні, у Роменському районі Сумської області. Населення становить 669 осіб. Входить до складу Коровинської сільської громади. 

## Географія
Село Томашівка знаходиться на березі річки Бишкінь, вище за течією примикає село Сміле, нижче за течією на відстані 4 км лежить село Малі Будки.

## Історія
Перша письмова згадка про село Томашівку належить до 20-х років XVIII століття. Село згадується в Ревізії Смілого та Смілянської сотні:
51. с. Томашівка, а в ньому 51 двір, котрим також володіють цього ж Києво-Печерського монастиря ченці."
Отже, за ревізією 1729 року до Смілого належали села Беседівка, Гринівка та Томашівка, а в розпорядженні монахів було 6 водяних млинів та 11 паль мучних та ступних для виготовлення круп та ще винниця на три казани.
[...]
Виписка з ревізійної книги по Смілівській сотні Лубенського полку за 14 серпня 1740 року:
Всього по смілівській сотні, окремо (без підданих Києво-Печерської Лаври) та іншого тимчасового населення, козацьких дворів, хат, а в них родин:
Дворів - 722
Хат - 791
Родин - 791.
Всього по м.Смілому дворів - 388, хат - 366, родин - 366.
по с. Протасівка дворів - 172, хат - 189, родин - 189.
по с. Томашівка дворів - 98, хат - 109, родин - 109.
по с. Гринівка дворів - 33, хат - 35, родин - 35.

по с. Беседівка дворів - 12, хат - 26, родин - 25.
Село постраждало внаслідок геноциду українського народу, проведеного урядом СРСР в 1932—1933 роках.
До 2017 року орган місцевого самоврядування — Томашівська сільська рада.
- 12 червня 2020 року, відповідно до розпорядження Кабінету Міністрів України № 723-р «Про визначення адміністративних центрів та затвердження територій територіальних громад Сумської області», село увійшло до складу Коровинської сільської громади[2].
- 19 липня 2020 року, в результаті адміністративно-територіальної реформи та ліквідації  Недригайлівського району, громада увійшла до складу новоутвореного Роменського району[3].

## Політика

### Парламентські вибори, 2019
На позачергових парламентських виборах 2019 року у селі функціонувала окрема виборча дільниця № 590389, розташована у приміщенні будинку культури.
Результати
- зареєстровано 333 виборці, явка 61,26%, найбільше голосів віддано за «Слугу народу» — 44,00%, за Всеукраїнське об'єднання «Батьківщина» — 16,00%, за Радикальну партію Олега Ляшка — 11,00%[4]. В одномандатному окрузі найбільше голосів отримав Максим Гузенко (Слуга народу) — 41,62%, за Анатолія Кобзаренка (самовисування) — 16,24%, за Віктора Ладуху (Всеукраїнське об'єднання «Батьківщина») — 15,23%[5].

## Відомі люди
У селі народився лицар ордена Богдана Хмельницького ІІІ ступеня, капітан 30-ї окремої механізованої бригади Збройних сил України Ярослав Миронов, який відзначився у важких боях із ворогом під містом Рубіжне в травні 2014 р.
Терещенко Олександр Віталійович — український військовик, учасник російсько-української війни.